# Alois Nebel
Alois Nebel je postava výpravčího z komiksu (a následně i filmu) spisovatele a scenáristy Jaroslava Rudiše a kreslíře Jaromíra Švejdíka působícího pod pseudonymem Jaromír 99. Nebel se objevil nejprve v trilogii grafických románů „Bílý potok“ (2003), „Hlavní nádraží“ (2004) a „Zlaté Hory“ (2005). Nebelovy příhody vycházely ve formě krátkých komiksových stripů v časopisech Reflex a Respekt. V Ústí nad Labem vznikla podle komiksu divadelní hra a v roce 2011 natočil režisér Tomáš Luňák stejnojmenný celovečerní film.

## Komiks

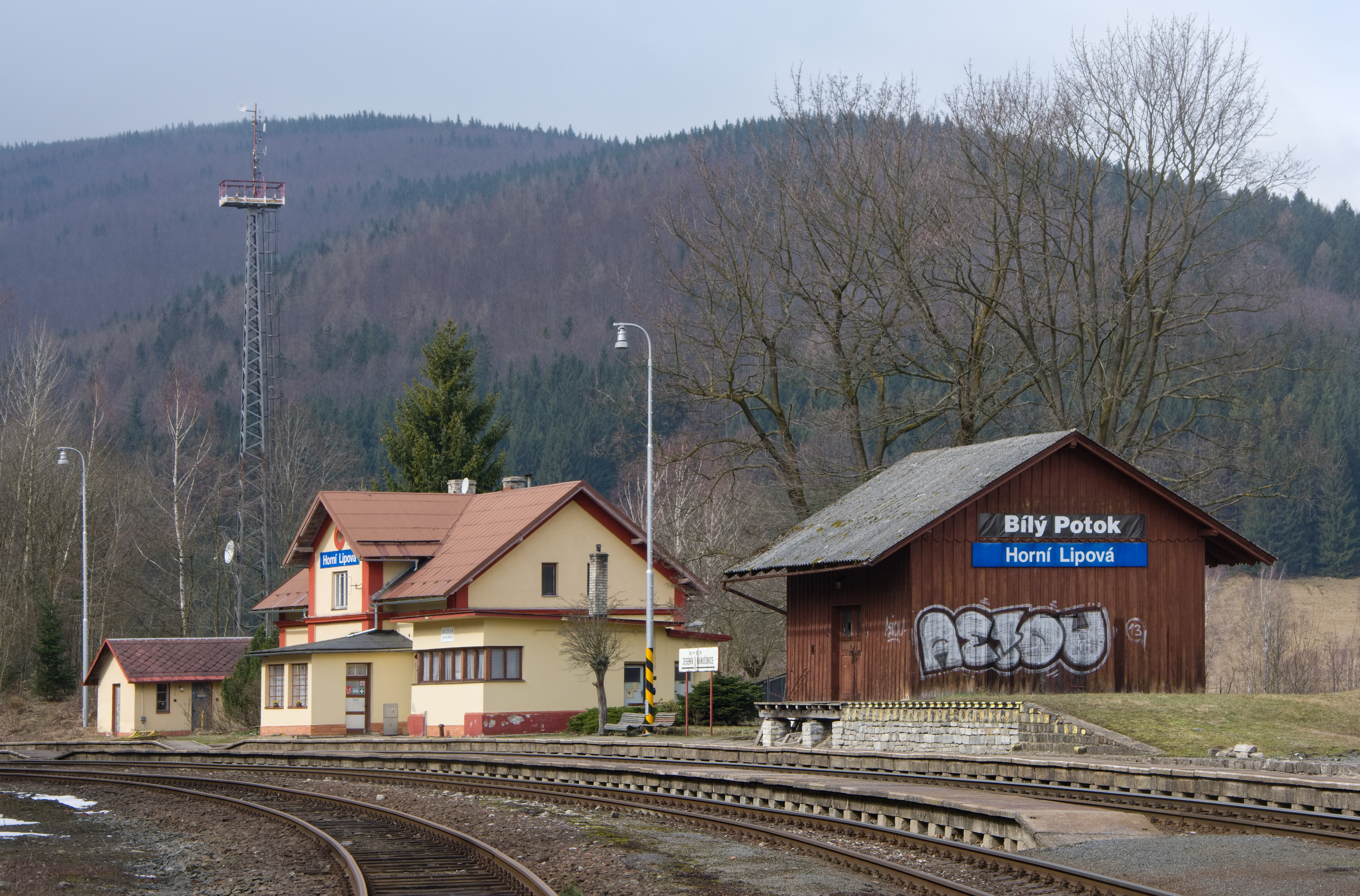
Nádraží v Horní Lipové

Začátek příběhu je zasazen do železniční stanice a psychiatrické léčebny ve vsi Bílý Potok v Jeseníkách. Předobrazem pro malé nádraží byla Horní Lipová na trati Hanušovice–Jeseník, předobrazem pro psychiatrickou léčebnu byla patrně ta v obci Bílá Voda. Výpravčího Nebela čas od času přepadá podivná mlha, ve které se mu zjevují výjevy z temné minulosti Čechů, Poláků a Němců na Jesenicku: osidlování pohraničí, obsazení Sudet, transporty Židů, divoký odsun nebo události 50. let, pobyt vojsk Varšavské smlouvy i raný kapitalismus. Kvůli halucinacím se výpravčí dostává do léčebny. Křivdy z minulosti si v sobě nese i tajemný vrah Němý, toužící po pomstě. V druhém dílu se Nebel dostává mezi bezdomovce na Hlavním nádraží v Praze, kde potkává svou osudovou lásku, toaletářku Květu. Osudy hrdinů se završují ve třetím díle.
Pro výtvarný styl Jaromíra Švejdíka je typická černobílá kresba, ostré kontury a protiklady světla a stínu. Místy má komiks detailnost upravených fotografií, jiné obrazy jsou linorytecky stylizovány. Po grafické stránce je komiks srovnáván s dílem Franka Millera (Sin City) nebo Mika Mignoly (Hellboy), některé výjevy odkazují i k XIII Williama Vanceho. Sám Jaromír 99 spatřuje největší inspiraci v kreslířském stylu argentinského výtvarníka Josého Antonia Muñoza.

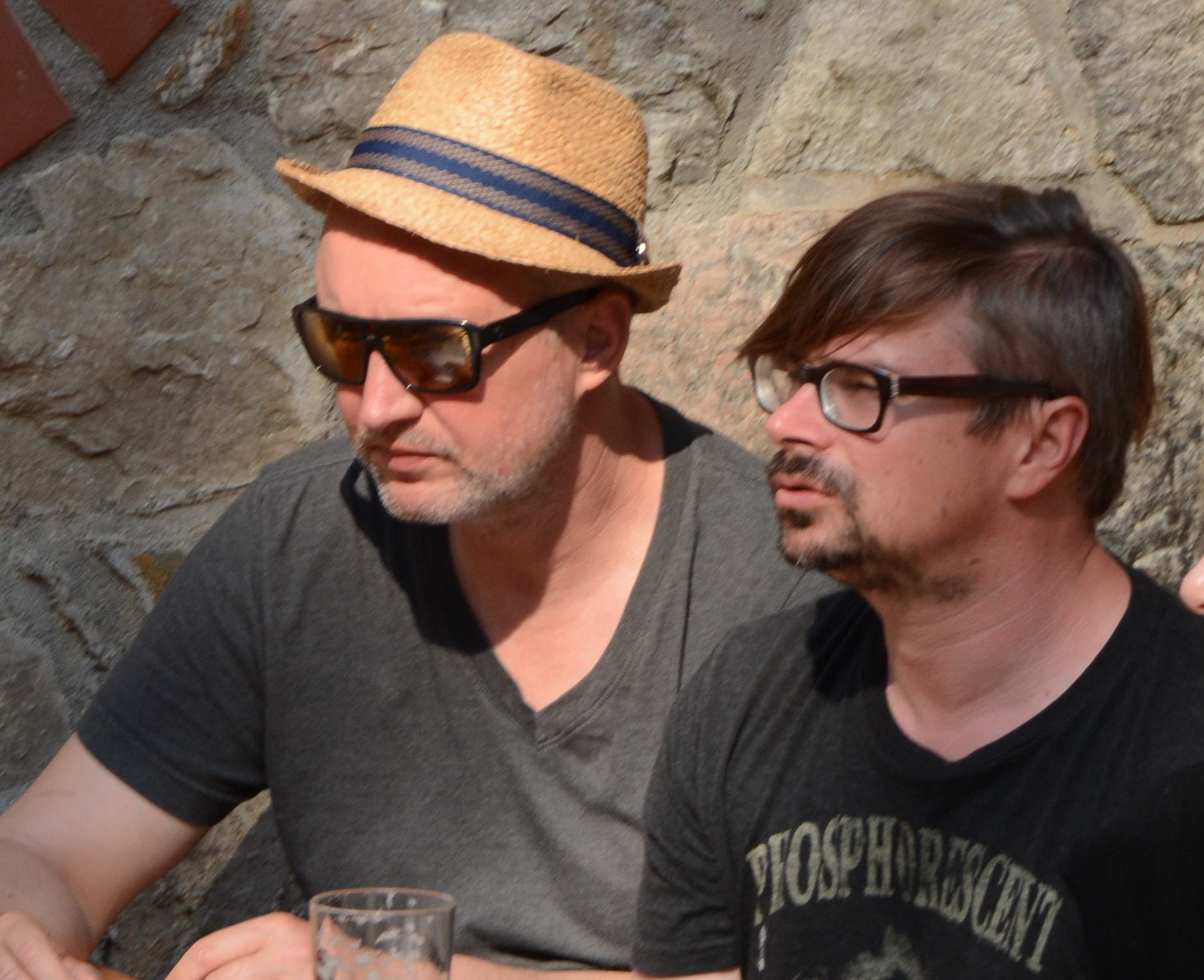
Autoři komiksu: Jaromír Švejdík (vlevo) a Jaroslav Rudiš

Trilogii následovaly dvě série samostatných komiksových stripů. První série vycházela od roku 2005 v kulturní příloze Reflexu EX, od počátku roku 2008 se Nebel objevoval v Respektu. Stripy glosovaly aktuální dění ve společnosti i politice. Stripy pro Reflex vyšly v roce 2008 souborně pod názvem Na trati a v roce 2013 německy jako Leben nach Fahrplan.
Před parlamentními volbami v roce 2006 se autoři Aloise Nebela zapojili spolu s dalšími českými komiksovými tvůrci do internetového projektu Hele... vol! Návštěvníci stránek projektu mohli doplnit originální strip o vlastní text týkající se politiky a hodnotit výtvory ostatních.

## Film
Nápad natočit podle osudů Aloise Nebela film se zrodil krátce po vydání komiksu, tvůrci ale odmítli, aby se jednalo o klasický hraný snímek. Nakonec vznikl v režii Tomáše Luňáka film využívající animační techniky rotoskopie. Filmaři nejprve natočili klasické hrané scény, ty byly následně políčko po políčku obkresleny. Film měl světovou premiéru na festivalu v Benátkách. Titulní roli ztvárnil Miroslav Krobot.